# Campeonato Feminino da CONCACAF de 1993
O Campeonato Feminino da CONCACAF de 1993 foi a 2 ª edição do torneio.
Foi realizada em Long Island, Estados Unidos da América.
Foi apenas disputado numa fase de grupo, sendo o primeiro classificado declarado campeão. A Nova Zelândia foi convidada a participar no torneio.

## Selecções participantes
- Canadá
- Nova Zelândia
- Trinidad e Tobago
- Estados Unidos

## Grupo
| Seleção           | J | V | E | D | GP | GC | SG  | Pts |
| ----------------- | - | - | - | - | -- | -- | --- | --- |
| Estados Unidos    | 3 | 3 | 0 | 0 | 13 | 0  | 13  | 6   |
| Nova Zelândia     | 3 | 1 | 1 | 1 | 7  | 3  | 4   | 3   |
| Canadá            | 3 | 1 | 1 | 1 | 4  | 1  | 3   | 3   |
| Trinidad e Tobago | 3 | 0 | 0 | 3 | 0  | 20 | -20 | 0   |

### Jogos
| 4 de Agosto | Canadá | 4 - 0 | Trinidad e Tobago |  |
|             |        |       |                   |  |

| 4 de Agosto | Estados Unidos | 3 - 0 | Nova Zelândia |  |
|             |                |       |               |  |

| 6 de Agosto | Canadá | 0 - 0 | Nova Zelândia |  |
|             |        |       |               |  |

| 6 de Agosto | Estados Unidos | 9 - 0 | Trinidad e Tobago |  |
|             |                |       |                   |  |

| 8 de Agosto | Nova Zelândia | 7 - 0 | Trinidad e Tobago |  |
|             |               |       |                   |  |

| 8 de Agosto | Estados Unidos | 1 - 0 | Canadá |  |
|             |                |       |        |  |

## Premiações

### Campeã
| Vencedor                 |
| ------------------------ |
| ESTADOS UNIDOS 2º título |